# Yoshi Touch & Go
Yoshi Touch & Go, noto in Giappone come Catch! Touch! Yoshi! (キャッチ!タッチ!ヨッシー!?, Kyatchi! Tatchi! Yosshī!) è un videogioco sviluppato e pubblicato da Nintendo per Nintendo DS. Ha debuttato in Giappone il 27 gennaio 2005, in Nord America il 14 marzo 2005, in Europa il 6 maggio 2005 e in Australia il 19 maggio 2005. Ad agosto 2007, il gioco ha venduto 197 337 copie in Giappone. Yoshi Touch & Go è stato prodotto da Takashi Tezuka e diretto da Hiroyuki Kimura. Il gioco è stato poi reso disponibile sulla Virtual Console di Wii U nel 2015.
Il gioco ruota attorno a Yoshi e Baby Mario/Baby Luigi. Il suo stile grafico e il cast di personaggi richiamano quelli di Super Mario World 2: Yoshi's Island. Il gioco utilizza le capacità del touch screen del DS e fa inoltre uso del microfono.

## Trama
La trama in questo gioco è pressoché assente. Non esiste ciò che può essere definita una vera e propria storia, anche se l'impostazione del gioco ricorda le vicende di Super Mario World 2: Yoshi's Island, dove si controlla Yoshi che porta Baby Mario in sella. Comunque, in una delle modalità di gioco lo scopo è quello di salvare Baby Luigi dalle grinfie dei nemici.

## Modalità di gioco
I comandi di gioco sono impartiti usando esclusivamente il touch screen ed il microfono. Il movimento dei personaggi è automatico, ma si possono disegnare, nel touch screen, delle nuvolette che formeranno i percorsi che i personaggi seguiranno; se si disegna un cerchio attorno ai nemici, essi verranno intrappolati in una bolla e trasformati in bonus; infine, solamente quando si comanda Yoshi, premendo in un punto, Yoshi lancerà un uovo (se ne ha a disposizione) in quella direzione. Il microfono serve a rilevare i soffi dell'utente, che hanno l'effetto di spazzar via le nuvole precedentemente disegnate.
Sono presenti quattro diverse modalità di gioco, che presentano tutte la medesima suddivisione in due parti: la prima in aria, la seconda a terra.
Nel livello Aria dovrete far arrivare fino terra Baby Mario che cade dal cielo planando lentamente grazie a dei palloncini, disegnando degli scivoli di nuvole che gli permettano di scansare i nemici. In questa fase si hanno a disposizione tre vite (tanti quanti i palloncini iniziali di Baby Mario).
La performance ottenuta in questa fase determinerà di quale tipo sarà lo Yoshi che verrà usato nella seconda parte della partita: generalmente, ad una performance migliore corrisponde uno Yoshi più veloce e con maggiore capacità di immagazzinamento di uova.
La struttura del livello Aria è fondamentalmente la stessa per ciascuna delle modalità di gioco esistenti.
Nel livello Terra, entra in scena Yoshi: il dinosauro dovrà portare sulle spalle Baby Mario per tutto il resto della partita. A differenza del livello Aria, in questo livello un solo errore è fatale.
A seconda della modalità di gioco selezionata, la struttura del livello Terra cambia.

### A punti
Il livello Terra è finito (2000 metri nel gioco) e lo scopo è quello di fare più punti prima di giungere al traguardo. I punti possono essere accumulati sconfiggendo i nemici e collezionando monete. La struttura del livello Terra in questa modalità è sempre la stessa ad ogni partita.

### Maratona
Il livello Terra è infinito e generato casualmente (purché tramite la ripetizione di modelli predefiniti) ad ogni singola partita. Ogni 1000 metri vi è un checkpoint, in cui Baby Mario viene scambiato da uno Yoshi ad un altro con prestazioni migliori. Lo scopo è quello di percorrere più strada possibile prima di compiere un errore ed in questa modalità il punteggio viene salvato come metri percorsi.
Spesso dopo 400-500 metri si può trovare una zona bonus dove, lanciando un uovo in una determinata direzione, si possono ottenere punti sconfiggendo nemici o colpendo monete (gialle, blu o rosse molto comuni) o frutta.

### A tempo
In questa modalità vi è un tempo limite (3 minuti) per completare la partita. Il tempo inizia a scorrere sin dal livello Aria. La struttura del livello Terra è sempre la stessa ad ogni partita, anche se teoricamente è un livello infinito: dopo un po' infatti si arriva allo scontro coi nemici che tengono in ostaggio Baby Luigi, e lo scontro avviene mentre Yoshi continua a proseguire il suo cammino, lungo un percorso che diventa completamente lineare.
In questa modalità, e solo in questa, le nuvolette disegnate nel livello Terra sono di colore giallo e fanno procedere Yoshi più velocemente.
Il punteggio in questo caso è il tempo impiegato per completare il livello.

### Fiato sospeso
Questa modalità è la più difficile ed è pressappoco la sovrapposizione della modalità Maratona con quella A tempo: bisogna fare più strada possibile prima dello scadere del tempo. Sconfiggendo nemici e raccogliendo monete si può prolungare la quantità di tempo rimanente.
Il tempo inizia a scorrere nel livello Terra, la cui struttura è generata casualmente ad ogni partita. Al termine della partita, viene memorizzato come punteggio la distanza percorsa.

### Duello
Duello è la modalità a due giocatori. È possibile usufruire della modalità "download DS", ciascun giocatore usa il proprio Nintendo DS.
I due giocatori si sfidano in un percorso di 1000 metri: il primo che viene colpito da un nemico o cade, perde. Se entrambi i giocatori riescono ad arrivare alla fine, vincerà lo Yoshi che ha totalizzato più punti.

### Minigioco Baloon Pop
Non esiste un nome "ufficiale" di questo minigioco, ma è generalmente noto con questo nome, per via dello scopo del gioco. Sul touch screen compaiono piccole bolle di diverso colore da far scoppiare toccandole. Ogni bolla dà 1 punto, ma se il colore è lo stesso della bolla fatta scoppiare prima, allora si ottengono 2 punti. Dopo circa mezzo minuto la partita finisce; lo scopo è quello di fare più punti possibile.

## Sviluppo
Secondo il director Hiroyuki Kimura e il designer Keizo Ohta, Yoshi Touch & Go era originariamente progettato per essere realizzato per Nintendo GameCube con il nome di "Balloon Trip". Una demo del gioco venne mostrata per la prima volta durante l'E3 del 2004 e ottenne un'accoglienza positiva, inducendo i dirigenti di Nintendo a dare il via libera al progetto. Shigeru Miyamoto ritenne però che il gioco avrebbe avuto un impatto maggiore come titolo per DS.
La colonna sonora del gioco è stata creata da Toru Minegishi, Asuka Ohta e Kazumi Totaka. Baby Mario e Baby Luigi sono stati doppiati da Charles Martinet mentre il voiceover degli Yoshi è stato fatto da Totaka.

## Accoglienza
| Testata                 | Giudizio |
| ----------------------- | -------- |
| GameRankings (media al) | 75,01%   |
| Metacritic (media al)   | 73/100   |
| GameSpot                | 7,2/10   |
| IGN                     | 8,8/10   |
| USA Today               | 3,5/5    |

Il gioco è stato generalmente ben accolto, anche se meno favorevolmente dei precedenti giochi della serie Yoshi, come Yoshi's Island. Craig Harris di IGN ha affermato che "è uno dei giochi più originali e unici creati per il sistema finora, ed è davvero un design diverso da qualsiasi cosa tu abbia giocato prima".  Ha elogiato in particolare la modalità multigiocatore. Il gioco ha vinto inoltre l'IGN Editors' Choice Award l'11 marzo 2005.
Alcuni revisori, tuttavia, hanno criticato Yoshi Touch & Go per la sua mancanza di trama e il gameplay semplice. Ryan Davis di GameSpot ha affermato che stava "attraversando gli stessi pochi livelli più e più volte" e ha ritenuto che la modalità multiplayer non fosse molto avvincente, concludendo che sebbene "i concept del gioco... siano abbastanza buoni", il pacchetto complessivo "manca semplicemente sostanza." Inoltre, il gioco ha raccolto critiche negative per il suo prezzo, che è stato definito troppo alto da alcuni critici. Ciononostante, Touch & Go è stato un discreto successo, vendendo 197 337 copie in Giappone.